# Ii Naotora
En aquest nom japonès, el cognom és Ii.
Ii Naotora (井伊 直虎, d. 12 de setembre de 1582) fou una daimyō del període Sengoku. Fou la única descendent d'Ii Naomori, el vuitè cap del seu clan. Fou la cap del clan Ii, vassall del clan Imagawa i, gràcies als seus esforços, més endavant es convertí en daimyō.
Com a parenta de Tsukiyama-dono (primera consort de Tokugawa Ieyasu), Naotora mantingué un estret vincle amb el clan Matsudaira de la provincia Mikawa. El clan Ii, sota el lideratge de Naotora i la protecció de Ii Naomasa, inicià una etapa de prosperitat que duraria dos segles i es convertí en un dels principals clans samurai que formà el govern del shogunat Tokugawa.

## Infància i joventut
Ii Naotora fou filla de Ii Naomori, un líder de Iinoya-is (regió que formava part de la província de Tōtōmi), que fou vençut per Imagawa Yoshimoto i que es convertí en vassall dels Imagawa.
La familia Ii no tenia hereu masculí, de manera que l'oncle de Natora Ii Naomitsu intentà casar-la amb el seu fill Ii Naochika per tal que aquest pogués heretar el clan i, mentrestant, planejava rebelar-se contra els Inagawa. Però alguns vassalls del clan Imagawa informaren dels plans al seu senyor, que ordenà a Naomitsu i al seu fill Naochika que cometéssin seppuku. Naomitsu morí, però Naochika, que era molt jove, fou protegit per un monjo budista anomenat Nankei. Naochika fugí a la província de Shinano. Naotora es convertí en monja i Nankei li posà el nom de Jirō Hōshi (次郎法師) als deu anys.
Amb la mort de Naomori i Yoshimoto a la batalla d'Okehazama, el 1560, el clan Imagawa perdé poder i la seva província se sumí en el caos. Naochika tornà a Iinoya uns deu anys després de la seva fugida, s'havia casat amb una dona durant el seu exili i, per aquest motiu, no es podia casar amb Jiro Hoshi (Naotora).
Naochika governà el clan durant un temps però, igual que el seu pare, planejà una rebel·lió contra els Imagawa. De nou, traïdors anònims (si bé es diu que l'informe partí d'Ono Michiyoshi) informaren del complot a Imagawa i Naochika fou mort per Imagawa Ujizane en 1560. En 1563 Ii Naohira (avi de Naotora) i altres homes de la família Ii reberen l'ordre d'irrompre al castell Hamamatsu com a prova de lleialtat cap a Imagawa. Otazu no kata, la dona de Iio Tsurutatsu (senyor del castell Hikuma) convidà, a Naohira amb la intenció d'eliminar-lo per a reclamar la província de Tōtōmi. El 18 de setembre, Otazu no Kata enverinà el te de Naohira, que morí al cap de poc.
Després de la mort de Naohira, i de sortejar nombrosos obstacles, Jiro Hoshi retornà a la vida secular, eliminant els ropatges de monja, recuperant el nom de Naotora i convertint-se en la cap oficial del clan Ii.

## Govern
Naotora adoptà la filla i el fill de Naochika, Takase i Ii Naomasa. Naotora assegurà a Naomasa una a futura carrera plena d'èxits quan la succeís.
Durant els anys del seu mandat, Naotora sovint intentà mediar amb Imagawa Ujizane i la seva àvia Jukei-ni, a la vegada que el clan Imagawa es preparava per la guerra amb el clan Ii. L'antic vassall dels Imagawa, Tokugawa Ieyasu, anà a la guerra amb Ujizane. Ieyasu tingué èxit en la creació d'una aliança amb Oda Nobunaga després de la mort de Imagawa Yoshimoto en 1560. La dona de Ieyasu fou Tsukiyama-dono, descendent de la familia Imagawa i paret de Naotora.
En 1564 Niino Chikanori, vassall del clan Ii, posà sota setge el castell Hikuma per a provar la lleialtat de Naotora cap a Imagawa Ujizane. Otazu i Tsurutatsu lluitaren per a defensar el castell i Chikanori fou assassinat. Es creia que Naotora tindria dificultats per a assegurar-se el lideratge del clan a causa de les innumerables resistències per part dels vassalls del clan Imagawa, de manera que ella recabà, en secret, el suport d'altres clans. Després de nombroses amenaces dels vassalls d'Imagawa cap als Ii, Naotora s'alià finalment amb Ieyasu i participà de manera activa en els èxits del clan Matsudaira a la Provícia de Tōtōmi i a la Província de Mikawa.

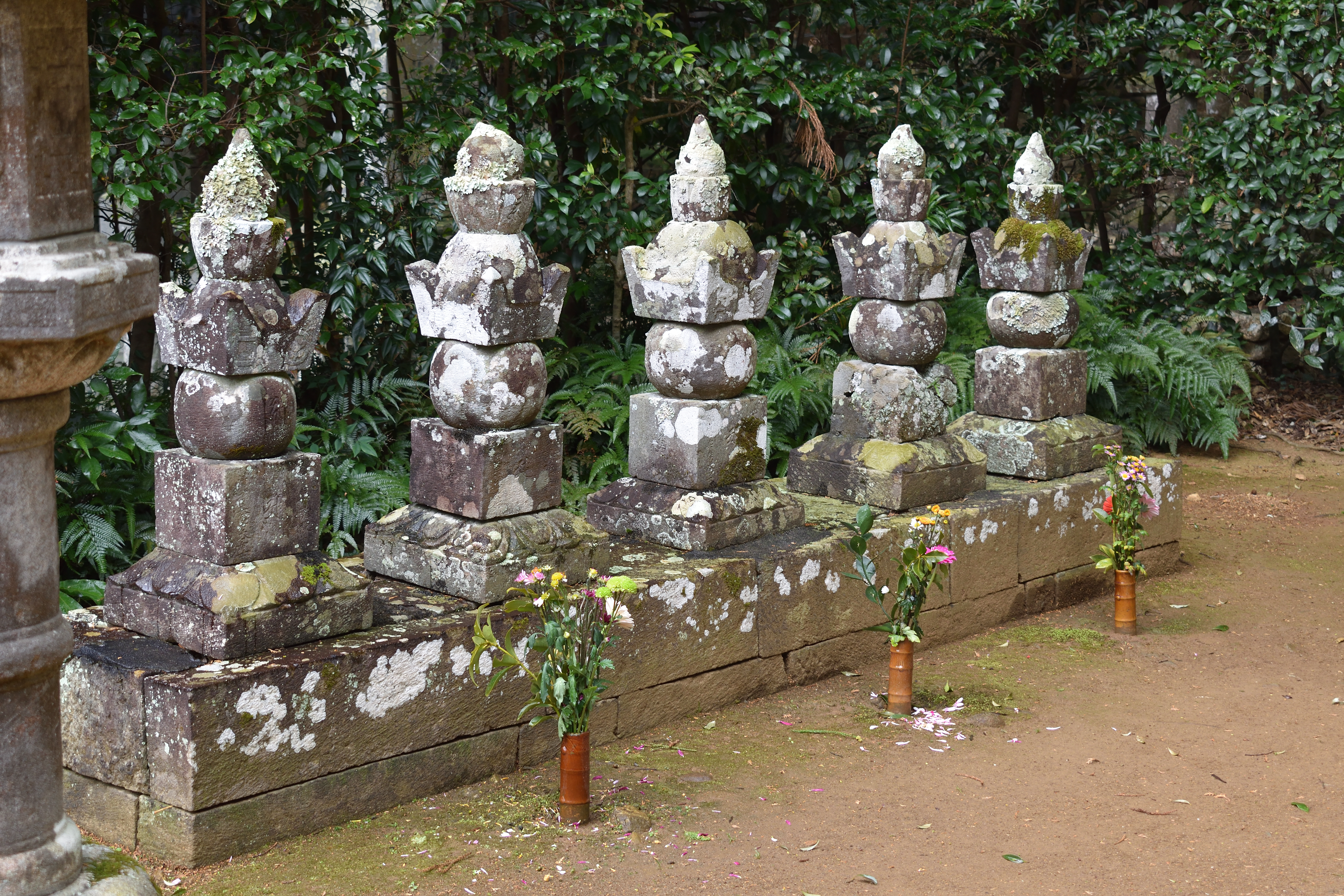
Tomba de Naotora i altres membres de la família Ii.

Les accions de Naotora foren el moment més important del clan. Aconseguí la independència del clan Ii després de dos segles de servir als Imagawa. Sovint Naotora és descrita com una "governant poc convencional" a causa de les seves nombroses estratègies i els seus intents inusuals de protegir i fer prosperar els seus dominis i la seva gent. Es té constància de que Naora, havent estat monja, actuava sovint per evitar batalles, guanyant-se el respecte de molts civils. Participà activament en l'èxit de la carrera de Ieyasu, que el duria a ser el primer shōgun del shogunat Tokugawa.
En 1568, mor Jukei-ni i els Imagawa tornen a entrar en crisi i, un any després, Ujizane es rendeix davant el clan Matsudaira de Ieyasu. Ieyasu posà el castell Hikuma d'Otazu no kata sota setge fins a rendir la plaça. Es diu que Naotora participà activament en aquesta batalla per a venjar la mort del seu avi, però es probable que es tracti d'una història del període Edo. El mateix any, Ono Michiyoshi, que era aliat de Naotora, li arrabassa el senyoriu d'Iinoya amb l'ajuda de vassalls de la familia Imagaea. Ella escapa al temple Ryōtan-ji, a Hammatsu. Durant els seus dies a Hammatsu, Naotora rebé l'ajuda de Ieyasu i recapturà el castel Iinoya. Michiyoshi fou executat i el seu cap fou exposat en públic.
En 1572, Takeda Shingen envaí personalment Iinoya i altres castells a Totomi i Mikawa. La batalla de Mikatagahara tingué lloc a prop dels dominis de Naotora. Després de dies de resistència, Notora rendí el castell de Iinoya a l'enemic per a evitar un bany de sang.En 1573, Shingen es posà malalt i morí en els dominis de Naotora. El clan Takeda es retirà d'Iinoya i Naotora tornà a ser-ne daimyo.
En 1582 Naotora morí de malaltia i fou enterrada al temple Ryōtan-ji. El fill de Naochika, l'afamat Ii Naomasa, a qui havia adoptat, la succeí al capdavant del clan.